# Honest Hutch
Honest Hutch es una película muda de comedia del año 1920 dirigida por Clarence G. Badger y escrita por Arthur F. Statter. Las estrellas de cine Will Rogers, Mary Alden, Priscilla Bonner, Tully Marshall, Nick Cogley, y Byron Munson participaron en la cinta. La película fue publicada el 19 de septiembre de 1920, por Goldwyn Pictures.

## Trama
Ort Hutchins es un holgazán empedernido que pasa su tiempo pescando mientras su esposa se afana en la tina. Un día, mientras busca gusanos, Hutch descubre una caja que contiene $ 100,000, el botín de un banco robado en una ciudad vecina. Al darse cuenta de que no puede gastar el dinero sin despertar sospechas, Hutch se resigna a aceptar un trabajo para cubrirse. Al aceptar una oferta del banquero Hiram Joy para trabajar en su granja abandonada a cambio de una parte de la tierra, Hutch tiene éxito y la granja prospera. Al regresar para recuperar su tesoro, Hutch se enferma cuando descubre que la caja no está y en su lugar encuentra una nota del ladrón. Sin embargo, Hutch se recupera abruptamente cuando le ofrecen $ 10,000 por su parte de la granja, una oferta que le hace darse cuenta de que se ha convertido en un hombre que se ha hecho a sí mismo.

## Reparto
- Will Rogers como Hutch;
- Mary Alden como la Señora Hutchins;
- Priscilla Bonner como Ellen;
- Tully Marshall como Thomas Gunnison;
- Nick Cogley como Hiram Joy;
- Byron Munson como Thomas Gunnison Jr.;
- Edouard Trebaol como un niño;
- Jeanette Trebaol como una niña;
- Yves Trebaol como un niño.